# Rubigny
Rubigny település Franciaországban, Ardennes megyében. Lakosainak száma 61 fő (2022. január 1.). Rubigny Chaumont-Porcien, Rocquigny és Vaux-lès-Rubigny községekkel határos.

## Népesség
A település népessége az elmúlt években az alábbi módon változott:
| Lakosok száma | 104  | 64   | 76   | 73   | 71   | 68   | 67   | 67   | 66   | 61   |
|               | 1968 | 1982 | 1990 | 2006 | 2013 | 2015 | 2017 | 2019 | 2020 | 2022 |